# Bomolocha cervinalis
Bomolocha cervinalis là một loài bướm đêm trong họ Noctuidae.